# Claude Élien
Pour les articles homonymes, voir Élien.
Claude Élien ou Ælien (en latin Claudius Aelianus, en grec ancien Κλαύδιος Αἰλιανός / Klaúdios Ailianós), surnommé Élien le Sophiste, né vers 175 à Préneste et mort vers 235 à Rome, est un historien, zoologiste et orateur romain de langue grecque.

## Biographie
Selon la Souda, il est originaire de Préneste (l'actuelle Palestrina), dans le Latium. Par la suite, il s’installe à Rome — il indique lui-même être citoyen romain. Cependant, la Souda indique qu’il « prend le nom de Claudius », ce qui tend à indiquer un statut d’affranchi. Il étudie l'éloquence auprès de Pausanias le Rhéteur et se choisit pour maîtres spirituels Nicostrate, Dion Chrysostome et surtout Hérode Atticus. Il devient ensuite lui-même maître de rhétorique mais, suivant Philostrate (Vie des sophistes (en), II, 31), « proclamé sophiste par ceux qui dispensent ce titre par complaisance, il ne les crut pas, ni ne se flatta de ses capacités intellectuelles, ni ne se sentit élevé par ce nom si considérable qu'il soit, mais se reconnut inapte à la déclamation, et s'appliqua à rédiger des travaux historiques et fut admiré en cela ». Selon la Souda, il était surnommé μελίγλωττος / melíglôttos ou μελίφθογγος (« à la langue de miel »).
Élien se tourne donc vers l’écriture (τò ξυγγράφειν / to xyggraphein, « composer en prose ») : ses contemporains louent la qualité de sa plume et Philostrate remarque qu’il emploie un attique très pur, « comme un Athénien de la Mésogée », c’est-à-dire du cœur de l’Attique. Élien témoigne avoir été initié à L'Iliade dès son plus jeune âge (Caractéristiques des animaux, XVI, 25) et « aimer [les Grecs] par-dessus tout » (Histoire variée, IX, 32).
Il ne se marie pas et n'a pas d'enfants. La seule charge publique qu’il assume est celle de grand-prêtre du sanctuaire de la Fortune, à Préneste. Il meurt à plus de 60 ans, sans avoir jamais quitté l’Italie, d'après son propre témoignage (rapporté par Philostrate).

## Œuvre
Deux des œuvres d’Élien ont survécu : l’Histoire variée  et les Mœurs des animaux.

### Histoire

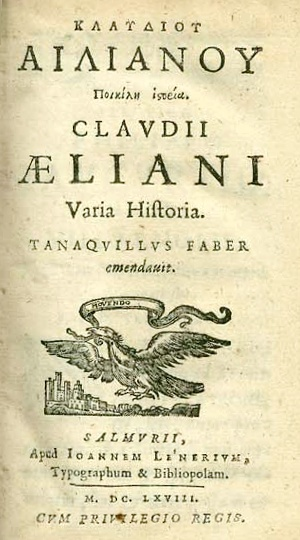
Page titre de Varia Historia, édition de 1668 par Tanneguy Le Fèvre

L’Histoire variée  (Ποικίλη ἱστορία / Poikílê historia) comprend originellement 14 livres, dont seuls des fragments nous sont parvenus. Ce titre, retenu par la tradition moderne, est celui donné par la Souda (Xe siècle), qui cite également l’ouvrage sous le nom de Narration variée (Ποικίλη ἀφήγησις / Poikilê aphêgêsis) — Jean Stobée (Florilège, Ve siècle) préférant celui d’Histoire mêlée (Σύμμικτος ἱστορία / Symmiktos historia) et Étienne de Byzance celui d’Entretien historique (Ἱστορική διάλεξις / Historikê dialexis).
Élien y compile des anecdotes reprises de différents auteurs anciens (Aristote, Pline, Ctésias, etc.) sur une palette de sujets très large. Ainsi, le recueil commence par : « Les poulpes ont un estomac étonnant et sont imbattables dans leur capacité d’avaler n’importe quoi. » Élien enchaîne ensuite sur le tissage des vêtements, puis sur les grenouilles d’Égypte. Ses auteurs de référence ne sont pas nommés, et d’autres sources montrent qu’il altère fréquemment le style des extraits qu’il sélectionne. L'ouvrage vaut surtout par sa conservation d'auteurs depuis perdus.

### Histoire naturelle
Les Mœurs des animaux ou Caractéristiques des animaux ou De la nature des animaux (Περὶ Ζῴων Ἰδιότητος / Perì Zôiôn Idiótêtos) traitent d’histoire naturelle. Il s’agit également d’une compilation d’anecdotes, sans tentative de classification, cette fois en dix-sept livres, divisés en chapitres très courts.
Il cite 70 espèces de mammifères, 109 espèces d’oiseaux, une cinquantaine de reptiles et environ 130 poissons. Certaines espèces qu’il cite n’ont été identifiées qu’à l’époque moderne, à l’instar de son rat épineux découvert en Égypte par Étienne Geoffroy Saint-Hilaire ou le sanglier à cornes, un babiroussa redécouvert au XVIIe siècle. D’autres espèces sont inconnues et probablement fantaisistes. On y trouve même un dragon et un bœuf à cinq pattes.
On connaît également de lui un traité sur le porc et sur quelques oiseaux, ainsi qu’un recueil de vingt lettres fictives supposément échangées par des paysans attiques (Epistulæ rusticæ ou Lettres rustiques).

## Œuvres

### Éditions en latin
- Aeliani de historia animalium libri XVII : quos ex integro ac veteri exemplari graeco - Petrus Gillius vertit ; Joannes Tullerii praefatio 1555 (Sur Gallica.)
- Aeliani de varia historia libri XIII / Justo Vulteio interprete,.... De politis descriptiones, ex Heraclide eodem interprete (Sur Gallica.)
- Claudii Aeliani,... Opera, quae extant, omnia, graecè latiné que è regione / cura et opera Conradi Gesneri (Sur Gallica.)
- Ex Aeliani Historia per Petrum Guilium latini facti (Sur Gallica.)
- De Natura Animalium, traduction de Friedrich Jacobs, Iéna, Frommann, 1832. (site de James Eason hébergé par l'université de Chicago.)

### Éditions en français
- Histoires variées, traduites du grec avec le texte en regard et des notes par M. Dacier, 1827; Lire en ligne
- La Personnalité des animaux, traduction par Arnaud Zucker, éd. Belles Lettres, coll. « La Roue à livres », 2 tomes, 2001 et 2002  (ISBN 225133940X et 2251339418).
- Histoire variée, éd. Belles Lettres, coll. « La Roue à livres », 1991  (ISBN 2251339116).